# École nationale supérieure de chimie de Mulhouse
Pour les articles homonymes, voir Escm.
L'École nationale supérieure de chimie de Mulhouse (ENSCMu ou Chimie Mulhouse) est l'une des 204 écoles d'ingénieurs françaises accréditées au 1er septembre 2020 à délivrer un diplôme d'ingénieur.
Elle a été la première école de chimie à être fondée en France, en 1822, par des industriels dont l’objectif était de développer la formation de leurs employés.
Elle est membre de la conférence des grandes écoles (CGE), de la conférence des directeurs des écoles française d'ingénieurs (CDEFI), des réseaux d'écoles d'ingénieurs fédération Gay-Lussac, INSA Partenaire et est une école interne de l'université de Haute-Alsace (UHA). Elle fait également partie du réseau Alsace Tech.

## L'histoire de l'ENSCMu

### Origines
1750 : une industrie de l’impression sur étoffes se lance à Mulhouse modifiant le cadre économique et social de cette modeste bourgade, rattachée à la Confédération suisse. Éprouvant quelques difficultés à fixer solidement les nouveaux colorants sur les étoffes et ainsi diversifier les coloris, l’idée de créer une école de chimie à Mulhouse fut lancée, afin de former des chimistes spécialisés dans l’application des colorants.

### Création
Ainsi fut créé « le cours de chimie appliquée aux Arts » dont l’ouverture se fit le 1er mars 1822 et dispensé au Collège municipal de Mulhouse.

En 1854, les classes industrielles du collège municipal furent détachées de ce dernier pour former l'École professionnelle de Mulhouse. En 1866, à partir du cours de chimie, est créée la Section de Chimie Indépendante, rattachée comme annexe à l'École supérieure des sciences appliquées (école créée par le gouvernement en 1854.).

En 1870 la guerre éclata et l'École supérieure des sciences appliquées fut fermée. Seule l'École professionnelle put être sauvée ainsi que la Section de chimie qui devint en 1871 l'École municipale de chimie industrielle, financée par la ville de Mulhouse et supportée par la Société industrielle.

### Nouvelle École
Avec l'augmentation des effectifs, le manque de place commence à se sentir, et un nouveau bâtiment est construit en 1879. La nouvelle École de chimie est lancée et en 1880, Émile Noelting est appelé à sa direction.

Chimiste chevronné, il développa les cours de chimie appliquée aux colorants et à l'industrie textile, branche dans laquelle il s'était spécialisé.
Pendant les vingt années où Noelting dirigea l'établissement, l'École connut donc un développement constant. Elle accueillait de très nombreux étrangers, dont un fort contingent d'étudiants russes, qui devaient être à l'origine du développement de l'industrie de la manutention textile, dans leur pays.

Au début du XXe siècle, l'École de chimie de Mulhouse est une institution en plein essor, de réputation internationale, dotée d'installations et de matériel très modernes pour l'époque.
En 1908, pour la première fois une jeune fille s'inscrit à l'École, mademoiselle Aimée Stepanoff.

### Guerres mondiales
1914-1918 : les effectifs chutent brutalement en raison de la guerre, l’École est occupée par les militaires allemands.

1919 : la guerre est terminée et la vie de l’École reprend de plus belle avec 113 inscrits contre 15 en 1914.

Le 4 décembre 1930 est créée la Fondation de l’École supérieure de chimie de Mulhouse.

En 1934, l'École supérieure de chimie est l'une des premières écoles, sinon la première, à instaurer un enseignement de « chimie des matières plastiques » donc de chimie macromoléculaire.

En 1935, la Commission des titres d'ingénieur, nouvellement créée en juillet 1934, reconnaît d'emblée et sans conditions le diplôme ESCM.

De 1939 à 1945, en raison de l'occupation, l’ESCM est hébergée dans les bâtiments de l'Institut de chimie de la Faculté des Sciences de Lyon, qui abritent l'École de chimie industrielle de Lyon.

### Après-guerre
En 1948, l’ESCM., encore privée, est assimilée par décret à une École nationale supérieure d'ingénieurs (ENSI) et rattachée à l’université de Strasbourg en 1957 mais ne sera finalement nationalisée qu’en 1977 sous le nom d’École nationale supérieure de chimie de Mulhouse avec pour sigle ENSCMu et non pas ENSCM, déjà attribué à l’École nationale supérieure de chimie de Montpellier.

### Accident
Le 24 mars 2006 à 12h24 une violente explosion survenue dans un des laboratoires de recherche détruit une partie de l’École, provoque le décès de l’un de ses enseignants et blesse gravement une stagiaire.

La majorité de la surface détruite, près de 4 000 m2, était principalement dédiée aux laboratoires de recherche et quelques salles d'enseignement et de travaux pratiques, causant 24,7 M€ de dégâts matériels.

Les causes exactes de cette explosion qui est probablement due à une fuite accidentelle d'éthylène, ne sont pas, au 26 octobre 2009, connues.
L'École nationale supérieure de chimie de Mulhouse a été officiellement réintégrée à l'université de Haute-Alsace  (UHA) en octobre 2006 après cet accident.
Septembre 2006: la rentrée a eu lieu normalement, de nombreux travaux ayant été réalisés pendant l'été. En août 2009, le bâtiment soufflé est démoli pour un montant de 150 k€. Le chantier de reconstruction, chiffré à 43 M€, devrait se terminer courant 2012.

### Changement de statut
Octobre 2006 : le décret portant sur l'intégration de l'ENSCMu à l'université de Haute-Alsace paraît au Journal officiel.
Avril 2007 : l'école se dote d'une junior entreprise : Horizons Alsace Chimie (HAC).

## Enseignement

### Le diplôme ingénieur
La formation au métier d'ingénieur chimiste est la principale vocation de l'ENSCMu. Le diplôme sanctionnant cette formation est le diplôme d'ingénieur de l'École nationale supérieure de chimie de Mulhouse.

Ce diplôme, obtenu en trois ans après une classe préparatoire ou une admission parallèle, est proposé avec quatre spécialisations :
- Chimie organique, bio-organique et thérapeutique
- Matériaux et polymères
- Formulation et cosmétologie
- Sécurité et développement durable (SDD) qui comporte 2 parcours : sécurité / risque industriel et chimie verte / développement durable

### Les diplômes universitaires
Certains enseignements de l'ENSCMu peuvent être validés pour l'obtention de la licence de chimie physique de l'UHA. Les élèves-ingénieurs qui le souhaitent peuvent ainsi obtenir, en cours de scolarité, un diplôme reconnu.
Il est également possible de valider un master en parallèle du diplôme ingénieur. Ces masters de l'université de Haute-Alsace sont au nombre de trois :
- master chimie option chimie organique et bio-organique ;
- master formulation des systèmes colloïdaux et polymères ;
- master matériaux.

Les ingénieurs-chimistes titulaires d'un master ont, par la suite, la possibilité de préparer une thèse de doctorat.

## Partenaires et réseaux
L'ENSCMu a pris part à plusieurs réseaux différents afin de communiquer avec les entreprises, les institutions ou encore les étudiants dont :
- la Fédération Gay-Lussac qui regroupe pas moins de 19 Écoles nationales supérieures de chimies et génie chimique ;
- le réseau Alsace Tech qui regroupe les 14 grandes écoles d'ingénieurs d'Alsace. Il a pour vocation de mutualiser les moyens des différentes écoles ainsi que d'accroître leur lisibilité au niveau national et international.